# Cleistocarpida
Le Cleistocarpida sono un sottordine di cnidari Staurozoa comprendente meduse sessili peduncolate ottenute dalla modificazione dell'esombrella. 

## Descrizione
Il sottordine Cleistocarpida si distingue per le caratteristiche gonadi, attaccate ad una estremità ed unite da una membrana, il claustrum, un tessuto complesso che divide trasversalmente le quattro sacche gastriche in due setti (uno interno ed uno esterno). Il setto interno ha un lato cieco, mentre l'altro sbocca nella cavità gastrovascolare.  L'ombrella caliciforme presenta 8 ciuffi marginali di tentacoli capitati ricchi di cnidociti e cellule mucipare tra le quali sono allocati i ropali. 
Questi cnidari vivono capovolti, in forma bentonica, litoranee ed epifitiche (ancorati alla vegetazione sommersa). 

## Sistematica
La classificazione tassonomica del sottordine è poco chiara: da un lato il claustrum, la caratteristica peculiare delle Cleistocarpida, sembra essere presente anche in altri ordini di stauromeduse e le poche analisi genetiche su due esemplari delle due famiglie attualmente riconosciute, sembrano contraddire la monofilia delle Cleistocarpida. 

Le Cleistocarpida sono attualmente classificate in due famiglie secondo il World Register of Marine Species:
- Craterolophidae Uchida, 1929
- Depastridae Haeckel, 1879

Il catalogo Integrated Taxonomic Information System (ITIS) segnala unicamente la famiglia Depastridae Haeckel, 1879.